# Djurgårdens IF Dam
Djurgårdens IF Dam – szwedzki klub piłki nożnej kobiet, mający siedzibę w stolicy kraju, mieście Sztokholm. Jest sekcją piłki nożnej kobiet w klubie Djurgårdens IF.

## Historia
Chronologia nazw:
- 2003: Djurgården/Älvsjö
- 2007: Djurgårdens IF Dam

Sekcja piłki nożnej kobiet Djurgårdens IF Damfotbollsförening powstała w latach 60. XX wieku. Najpierw zespół występował w rozgrywkach regionalnych. Dopiero w 1988 zdobył awans do Damallsvenskan i w 1989 debiutował w rozgrywkach najwyższej ligi. W 1991 zajął drugie miejsce, ale w następnym sezonie ukończył rozgrywki na przedostatniej pozycji i spadł do Elitettan. W sezonie 1997 powrócił do Damallsvenskan. W latach 1999–2001 trzykrotnie zajmował 4.miejsce tuż za podium.
Przed rozpoczęciem sezonu 2003 Djurgårdens IF Damfotbollsförening połączył się z pięciokrotnym mistrzem kraju Älvsjö AIK. W wyniku fuzji powstał nowy klub Djurgården/Älvsjö, który w pierwszym spólnym sezonie zdobył mistrzostwo kraju. W następnym sezonie znów został mistrzem kraju. Przed sezonem 2007 klub zmienił nazwę na Djurgårdens IF Dam. Po zakończeniu sezonu 2012, w którym zajął przedostatnie 11.miejsce, klub znów spadł do Elitettan. W końcu 2013 klub oficjalnie został częścią wielosekcyjnego klubu Djurgårdens IF. W 2015 zajął drugie miejsce i powrócił do Damallsvenskan.

## Stadion
Klub rozgrywa swoje mecze domowe na stadionie Olimpijskim w Sztokholmu, który może pomieścić 14417 widzów. Również rozgrywa na innych stadionach, m.in. Hjorthagens IP, Älvsjö IP, Kristinebergs IP, Östermalms IP. 

## Sukcesy

### Trofea międzynarodowe
- Liga Mistrzyń UEFA:
  - finalista (1): 2004/05

### Trofea krajowe
- Damallsvenskan (I poziom):
  - mistrz (2): 2003, 2004
  - wicemistrz (3): 1991, 2006, 2007
  - 3.miejsce (1): 2005

- Division 1 Norra/Elitettan (II poziom):
  - mistrz (2): 1988, 1996
  - wicemistrz (2): 1995, 2015

- Puchar Szwecji:
  - zdobywca (3): 1999/00, 2004, 2005
  - finalista (3): 1998/99, 2001, 2010

- Superpuchar Szwecji:
  - finalista (1): 2008

## Piłkarki
Stan na 17 czerwca 2016:
| Nr | Poz. | Piłkarz                     |
| -- | ---- | --------------------------- |
| 1  | BR   | Guðbjörg Gunnarsdóttir      |
| 3  | OB   | Kim Sundlöv                 |
| 4  | OB   | Sheila van den Bulk         |
| 5  | OB   | Elin Borg                   |
| 6  | PO   | Annika Kukkonen             |
| 7  | PO   | Katrin Schmidt              |
| 8  | NA   | Johanna Wikström            |
| 9  | NA   | Mia Jalkerud                |
| 10 | NA   | Madeleine Stegius           |
| 11 | PO   | Alexandra Höglund (kapitan) |
| 12 | PO   | Emilia Appelqvist           |

| Nr | Poz. | Piłkarz                 |
| -- | ---- | ----------------------- |
| 13 | OB   | Petronella Ekroth       |
| 14 | PO   | Hanna Lundqvist         |
| 15 | BR   | Rebecca Rudner          |
| 16 | OB   | Sofia Nilsson           |
| 17 | OB   | Sandra Lindkvist        |
| 18 | PO   | Therese Persson         |
| 19 | NA   | Carolina Mendes         |
| 20 | PO   | Johanna Rytting Kaneryd |
| 21 | OB   | Lisa Moazzeni           |
| 22 | BR   | Susanne Nilsson         |

## Trenerzy
- 2003–2004:  Thomas Dennerby
- 2005:  Mikael Söderman
- 2005–2007:  Benny Persson
- 2008–2009:  Anders Johansson
- 2010:  Daniel Kalles Pettersson
- 2011–2012:  Patrik Eklöf
- 2013:  Marcelo Fernández
- 2014:  Carl-Åke Larsen
- 2015:  Mauri Holappa
- 2016–...:  Yvonne Ekroth